# 八八水害

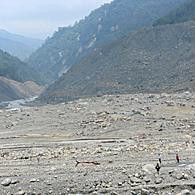
集落全体が壊滅した高雄県甲仙郷小林村（現在の高雄市甲仙区小林里）、2009年8月31日

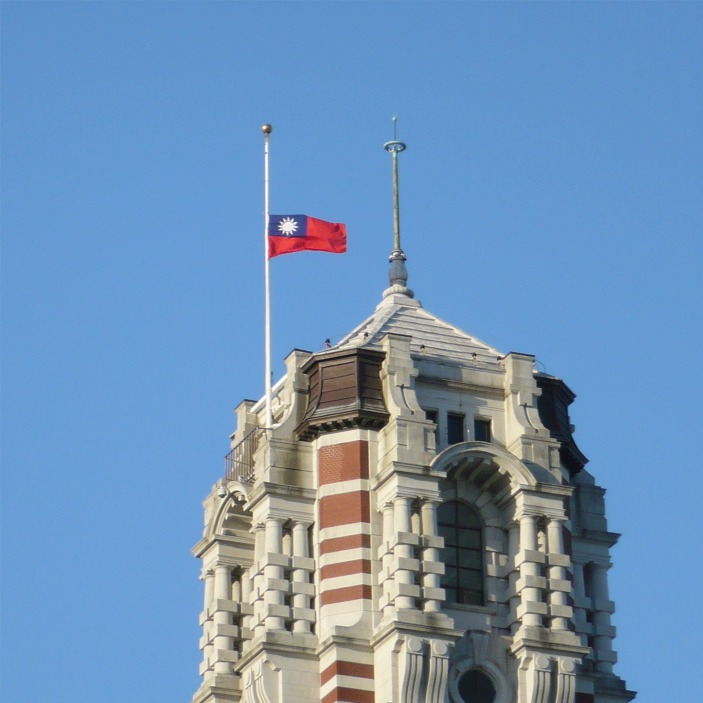
半旗を掲げる総統府

八八水害（はちはちすいがい）とは、2009年8月6日から8月10日にかけて台湾の中南部および南東部で発生した水害である。台湾では一般的に八八水災と呼ばれ、また、被害をもたらした台風のアジア名、モーラコットから莫拉克風災とも呼ばれているが、日本語文献ではしばしば「八八水害」と表記されることから、本項ではこれに倣う。
台湾では1959年の八七水害以降で最も被害の大きな水害となり、台湾各地で洪水、土砂災害を引き起こした。南部の高雄県甲仙郷（現在の高雄市甲仙区）では、小林村という集落が土砂災害により壊滅的打撃を受け、474人が生き埋めとなった。
中華民国政府の統計によれば、台湾全土で681人が死亡したほか18人が行方不明となり、行政院は犠牲者に弔意を表すため8月22日から24日まで半旗を掲揚した。また、政府の救援対応が不充分であるとの批判が広がり、馬英九総統率いる中国国民党政権に対する評価が急降下し、政治的責任の追及を受けた劉兆玄行政院長が同年9月に辞意を表明するに至った。
以下、地名表記は2009年8月当時のものを用いる。

## 概要

### 時系列
日付はいずれも台湾標準時（UTC+8）。
- 2009年8月
  - 3日：台湾南東方で台風が発生[5]。
  - 5日：中央気象局、台風警報を発表。ランクを「中度台風」とした[注釈 1]。
  - 6日：中央気象局、超大豪雨特報[注釈 2]を発表。
  - 7日：台湾島内の全ての県市で業務、授業が停止。
  - 8日：屏東県で水害が発生。
  - 9日：高雄県甲仙郷小林村が土石流により埋没する。台東県卑南郷知本温泉ではホテルが倒壊する。
  - 10日：嘉義県阿里山郷で降り始めからの降雨量が3,000mmを突破する。
  - 11日：アメリカ合衆国国務省は、アメリカ軍が待機していると声明を発表。
  - 18日：馬英九総統が記者会見を実施。国家安全会議を開催。

### 台風8号

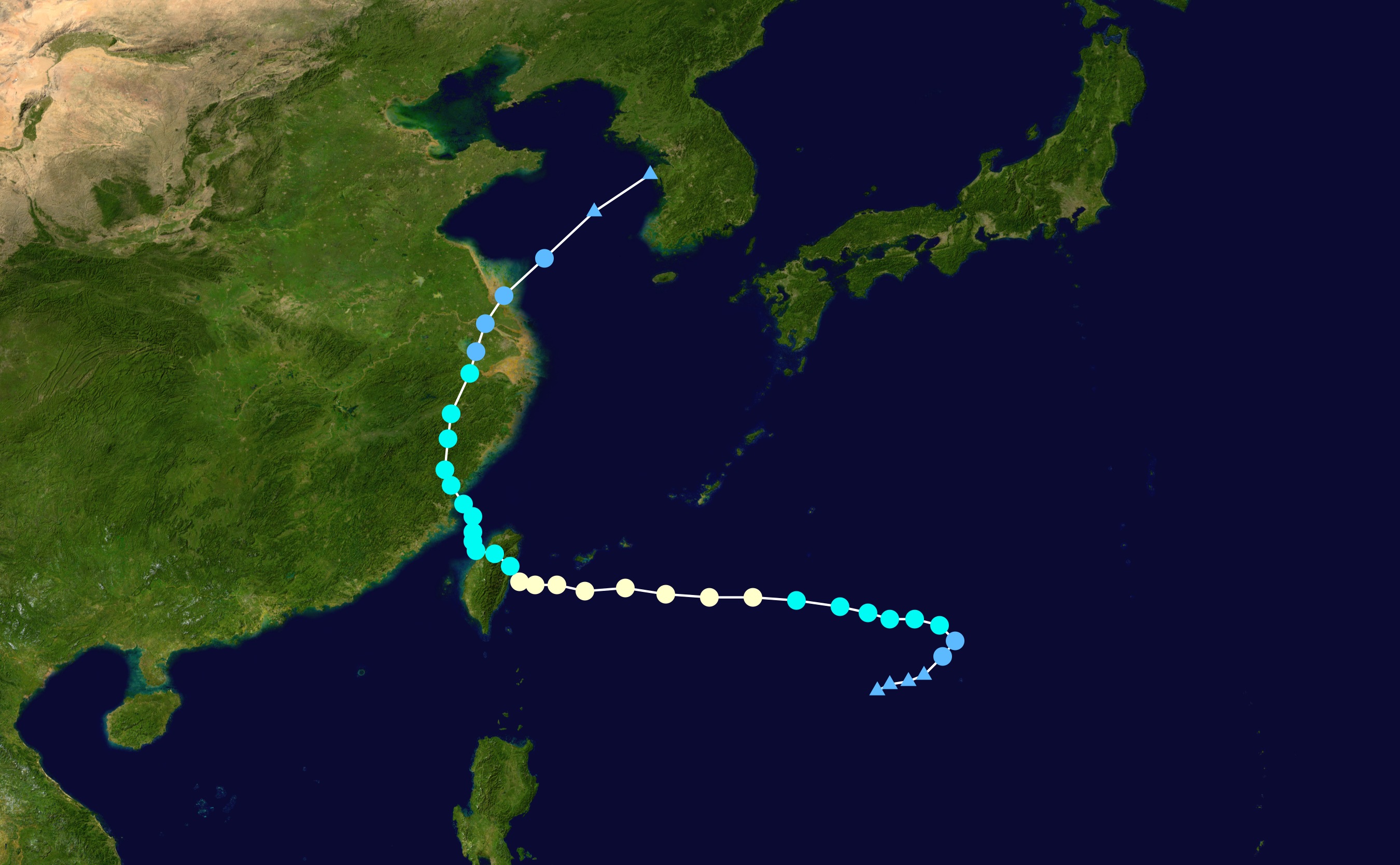
台風8号の進路

モーラコット台風および南シナ海から吹き込む南西の風などの気象条件が災害発生の主な要因となった。8月2日、日本の気象庁は2009年に入って11個目の熱帯低気圧が発生したと発表した。翌8月3日、フィリピン大気地球物理天文局は、この熱帯低気圧をKikoと命名した。また合同台風警報センターはシリアルナンバーとして09Wを選定した。熱帯低気圧はフィリピンの北方約1,000kmの海上で台風に変わり、4日から5日にかけて西に進路を転回した。7日には台湾東部の陸上を暴風域に入れながら速度を落とし、台湾時間の同日23時50分頃、中度台風の威力のまま花蓮市付近に上陸した。そのまま台湾を東から西へ横断し、8日11時頃には勢力を軽度台風に弱め、同日14時頃に桃園県付近から台湾海峡へ抜けた。台湾本島の全域が台風の暴風域を外れたのは、9日の18時半頃だった。9日16時20分には中国福建省霞浦県付近に上陸、勢力を次第に弱めて11日早朝になって熱帯低気圧に変わった。
2009年夏、台湾では長期にわたって渇水が続いており、各地のダムでも水位が下がっていた。このため、モーラコット台風が台湾に接近した当初は、水不足解消を期待する報道がほとんどであった。しかし、台風によって予想をはるかに上回る雨量がもたらされ、各地に被害が相次ぐこととなった。台湾での主な影響としては、8月7日に金門県および連江県を除く全ての県と市で、業務と授業が停止になったほか、台湾証券取引所も取引を停止した。8日も台東県、花蓮県、金門県および澎湖県以外の県と市では引き続き業務と授業が停止し、台中以南の県と市、台東県および連江県では9日も終日停止したままになった。この間、台風によって大量の雨と強い風がもたらされ、多くの人命と財産が失われた。

## 被災状況
台湾南部を中心に大きな被害が発生した。中でも、高雄県の甲仙郷（小林村）、那瑪夏郷および六亀郷（新開村落）、屏東県の林辺郷および佳冬郷、台東県の卑南郷（知本温泉地区）および太麻里郷などの被害は特に甚大であった。
台風によって観測史上最高の降雨を記録した屏東県では、台湾南部を横断する台湾鉄路管理局南廻線が深刻な被害を受けた。多くの堤防が崩壊し、数メートルの深さで冠水し、復旧には多くの日数を要した。また、高雄県では、山間部の死傷者が多く、特に甲仙郷小林村では集落全体が土砂に埋まり、わずかな生存者を残し数百人が死亡する事態となった。このほか、台南県や南投県などにも大きな爪痕を残している。台南県では急激な増水によって各地に浸水が発生、南投県や台東県では、山崩れや土石流によって人家が流されたり交通が遮断されたりし、こうした映像がメディアを通じて伝えられ、多くの人の注目を集めた。

### 屏東県

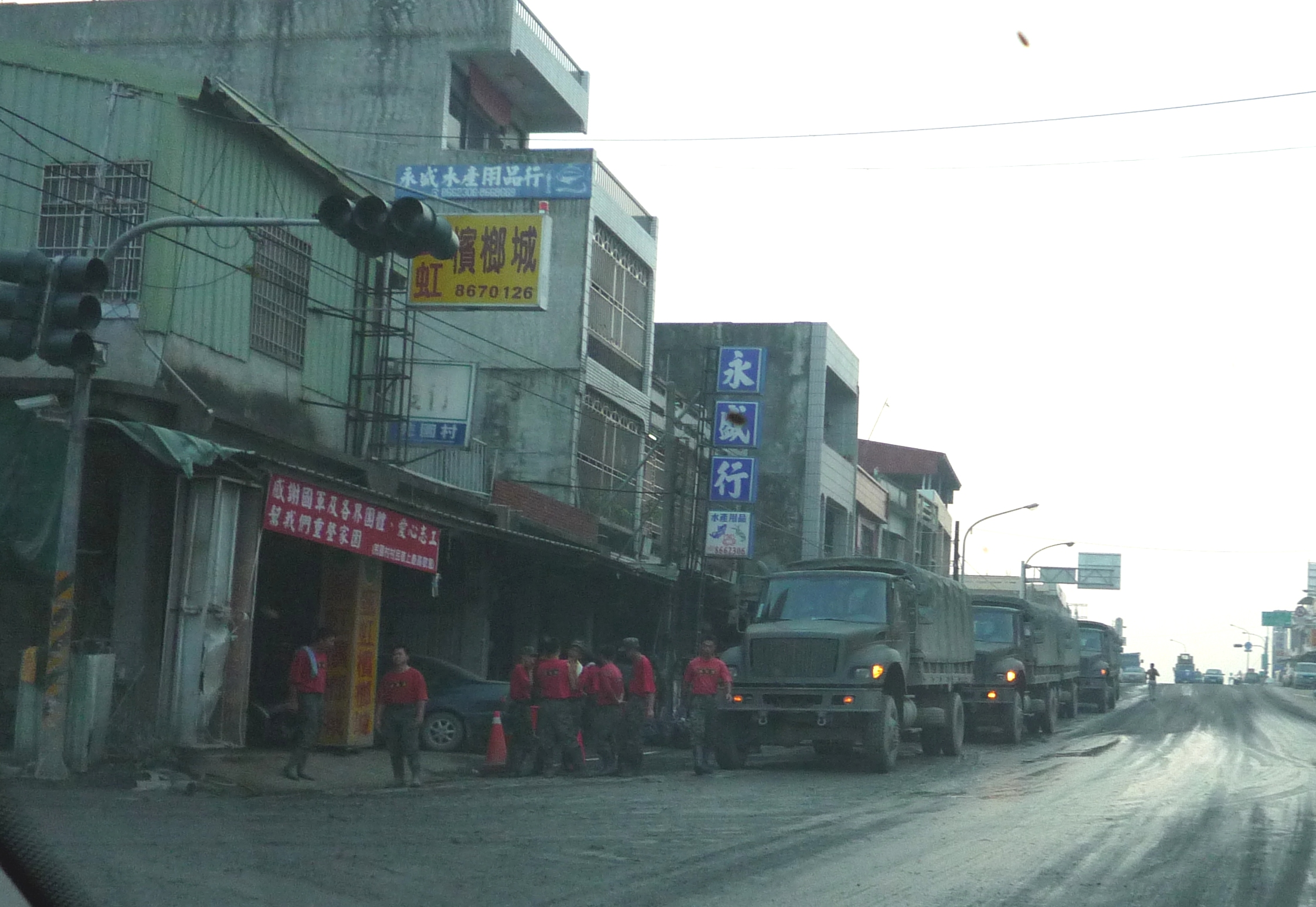
屏東県佳冬郷で救援にあたる中華民国軍

屏東県は最も深刻な被害を受けた地域の一つであった。県内を流れる林辺渓の堤防が決壊し、林辺郷および佳冬郷の広い範囲にわたって浸水した。佳冬郷の一部では、2階建ての建物の高さまで浸水した。崁頂郷、東港鎮、新園郷、南州郷および新埤郷でも多くの地区で水に浸かり、北部の高樹郷では荖濃渓の堤防が100メートルにわたって破壊され、広い地域で浸水した。山間部では、霧台郷に至る省道台24線が途中の伊拉橋で寸断され、郷全体が孤立する事態となった。
経済部水利署の統計によれば、この水害で記録された最大時間降水量は万巒郷の1時間135mmで、2日間の累積雨量の最高記録は三地門郷の2,500mmあまりであった。しかし、これらは標高の高い地域であったため、浸水被害は下流の沿岸部や低地部で発生した。
交通機関では、台鉄の屏東線に大きな打撃があり、当初の見込みでは復旧まで約6ヶ月を要するとされ、全線が復旧したのは同年12月であった。中でも、林辺駅は構内のレールが全て土砂に埋まってしまい、プラットホームをつなぐ地下道も水没するほどであった。

### 高雄県

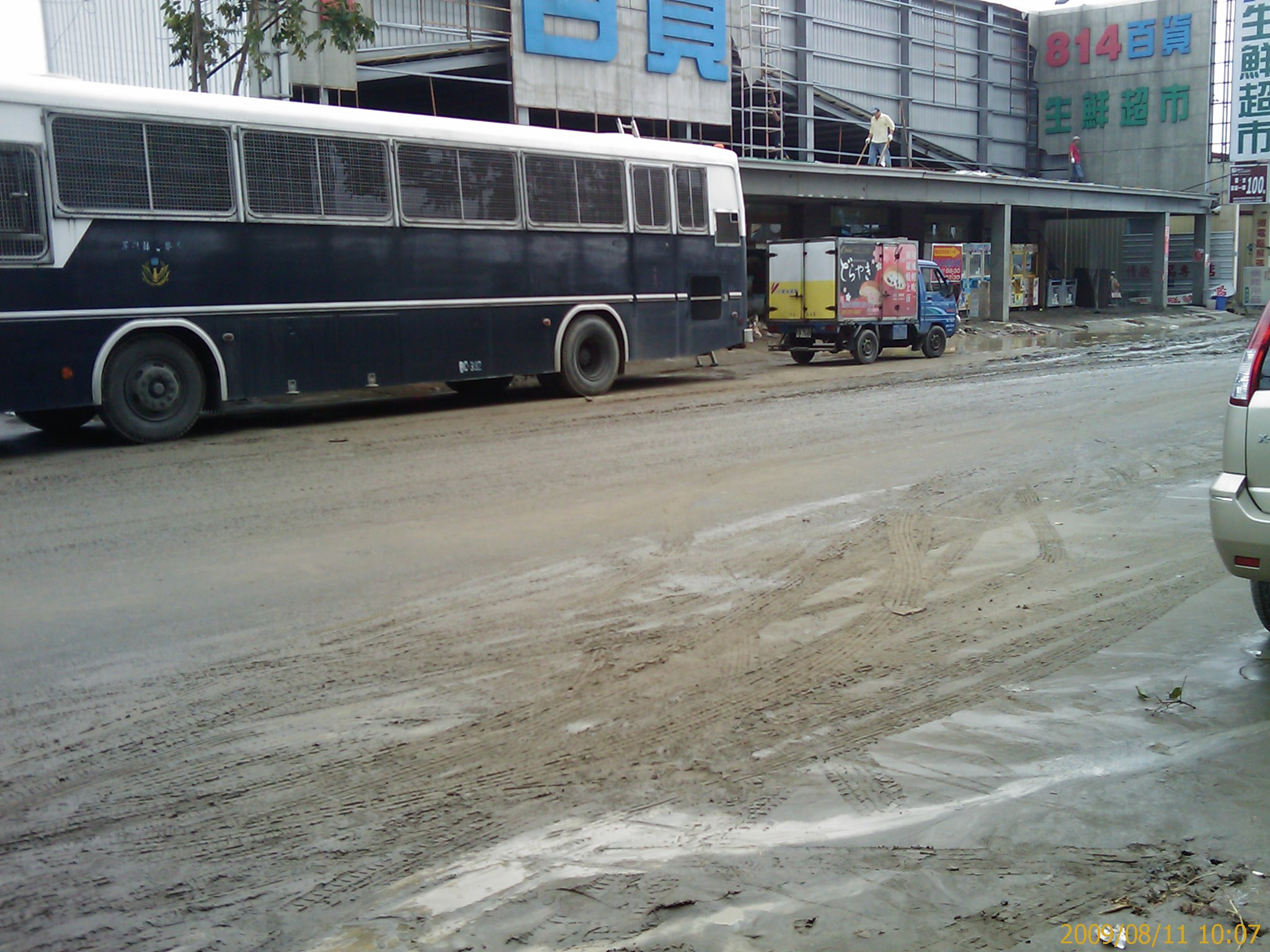
水が引いた後も泥が残る高雄県旗山鎮の道路

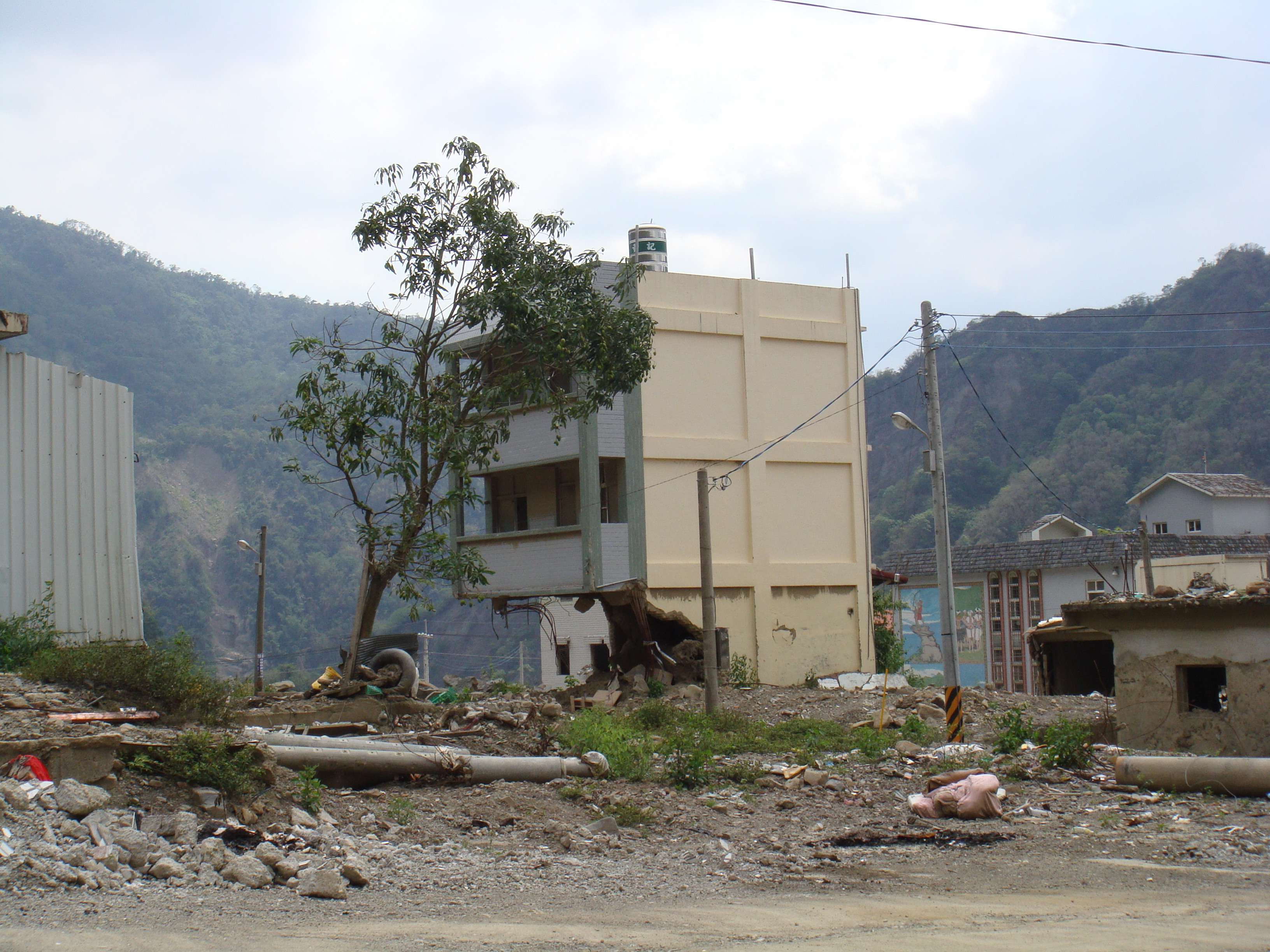
土石流で大きな被害を受けた高雄県那瑪夏郷の建物

高雄県の山間部には累計2,500mm以上の降雨があり、約1年分の雨量が3日間に集中して降ったことになる。これにより、高雄県の平地部（鳳山市、大寮郷、林園郷、岡山鎮、茄萣郷、湖内郷、梓官郷、橋頭郷、旗山鎮、美濃鎮などの一部地域）で浸水が発生し、山間部ではさらに土石流が生じた。山間部の六亀郷、甲仙郷、那瑪夏郷および桃源郷では増水と土石流によって外界へと通じる道路が寸断され、多くの集落や観光地（不老温泉、茂林国家風景区、宝来温泉および六亀風景区など）が深刻な被害を受けた。被災地の中で最も住民の被害が発生した場所として、甲仙郷小林村、那瑪夏郷民族村、六亀郷新開などの集落があり、これらはほぼ壊滅に近い状態となった。小林村の隣の集落では、災害発生前に全戸が避難して無事だった。8月13日、行政院中央災害対応センターは、小林村の169戸398人が生き埋めになったと公表した。交通路が分断された集落は、8月末まで完全に孤立していた。
交通機関では、台風による降雨と河川の増水によって多くの橋梁が流され、省道台21線、台20線、台27線がいずれも寸断された。また、高雄県林園郷と屏東県新園郷を結ぶ双園大橋が、高屏渓の洪水によって橋脚が断裂するという深刻な被害を受けたほか、茂林国家風景区にある大津大橋も崩落している。また、荖濃渓の堰の工事現場では、14人が行方不明になる事故が発生した。

### 台南県

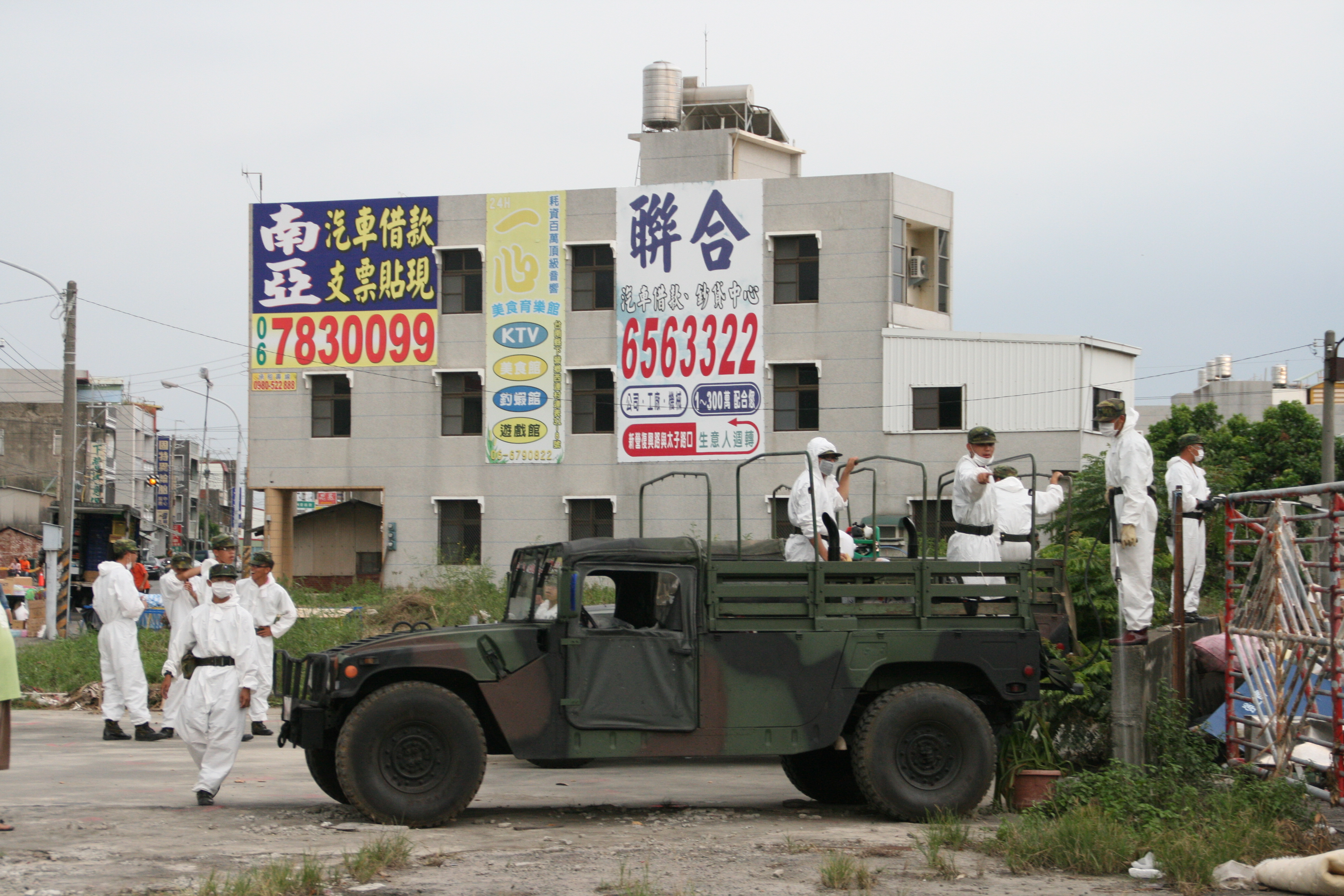
台南県下営郷で被災地の復旧にあたる中華民国軍

台南県では、住民から「過去70年間で最も深刻」と言われるほどの被害にみまわれた。曽文渓上流にある曽文ダムは、台風の前まで水不足であったにもかかわらず、短時間のうちに急激に水量が増大した。8月8日22時には急遽放流せざるを得ない事態となり、24時間での排水量は5億立方メートルを超えた。これは曽文ダムの有効貯水容量の8割強にも及ぶ量であった。しかし、これによって下流では堤の決壊や深刻な浸水を招き、沿岸部を中心に官田郷、下営郷、学甲鎮、麻豆鎮、大内郷、善化鎮、西港郷、安定郷および七股郷などに被害が及んだ。中でも麻豆鎮の小埤里や北勢里では建物の1階が水没するほどに達し、麻豆圓環でも膝まで水に浸かった。曽文渓沿いの善化鎮では堤防から溢水して浸水する地域があった。

### 南投県

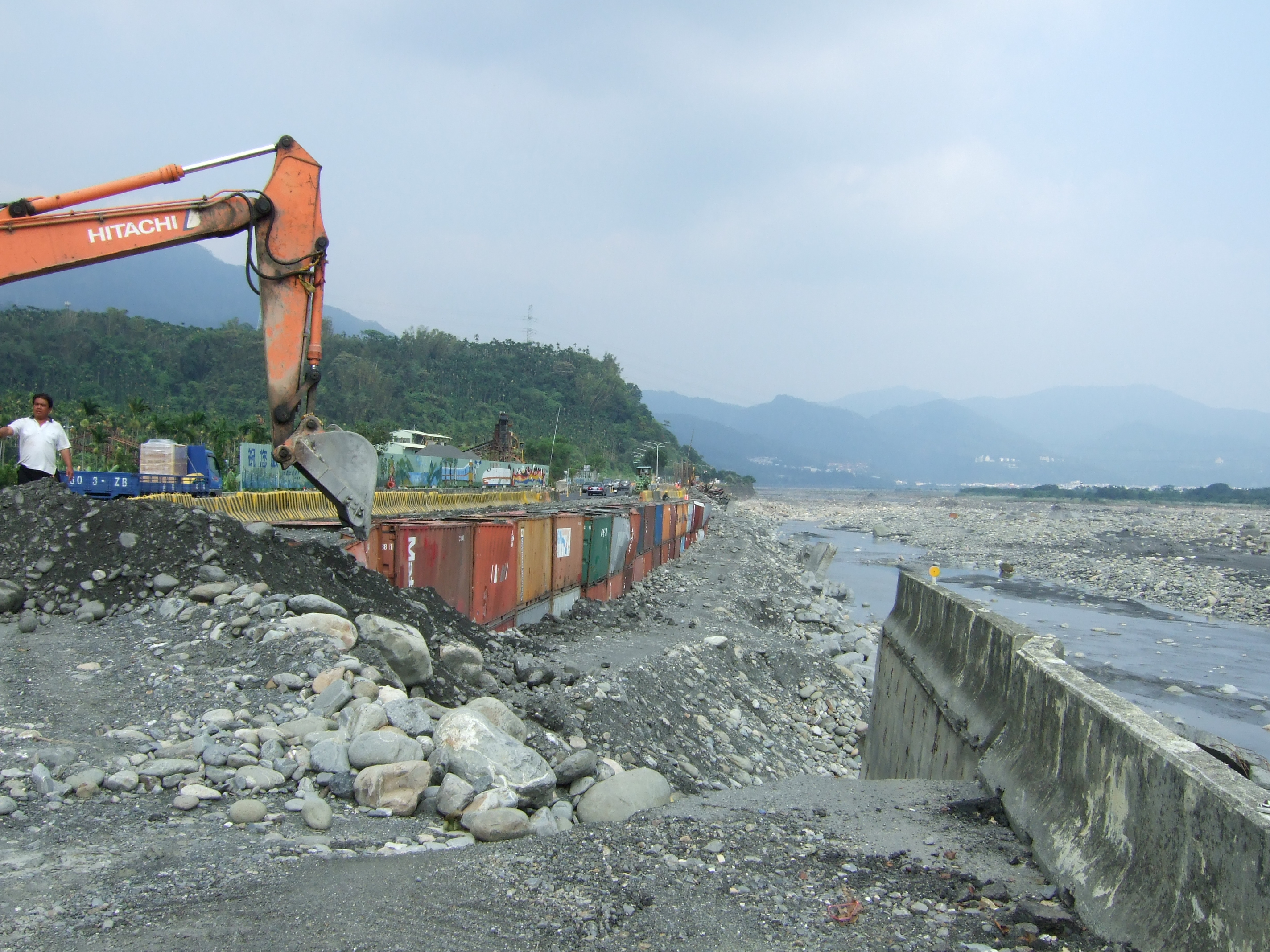
車両7台が転落した南投県の台16線

南投県内で最も累積降水量が多かったのは、信義郷の山間部であった。土石流の危険がある渓流および村落に対して出される紅色警戒は、南投県内では信義郷に集中した。信義郷内の陳有蘭渓と羅娜渓では、川沿いの地盤が崩壊し、道路の寸断や住宅の流失が相次いだ。また信義郷南西部の神木村では、隆華国民小学の校舎が川に対し30度も傾いて倒壊寸前となった。省道台21線は郷内の和社から神木にかけての区間で多数通行不能となった。
南投県の他の地域を見ると、台16線が県中部の集集鎮と水里郷との間で地盤から崩壊し、通行していた車両7台、15人が濁水渓に転落した。車両4台と4名の遺体は発見されたものの、11人が行方不明となっている。また、県北東部の仁愛郷廬山温泉も深刻な被害を被り、多くの宿泊施設が浸水し、前年の台風で被害を受け、3月に再建されたばかりの廬山吊橋も再び損傷した。

### 台東県

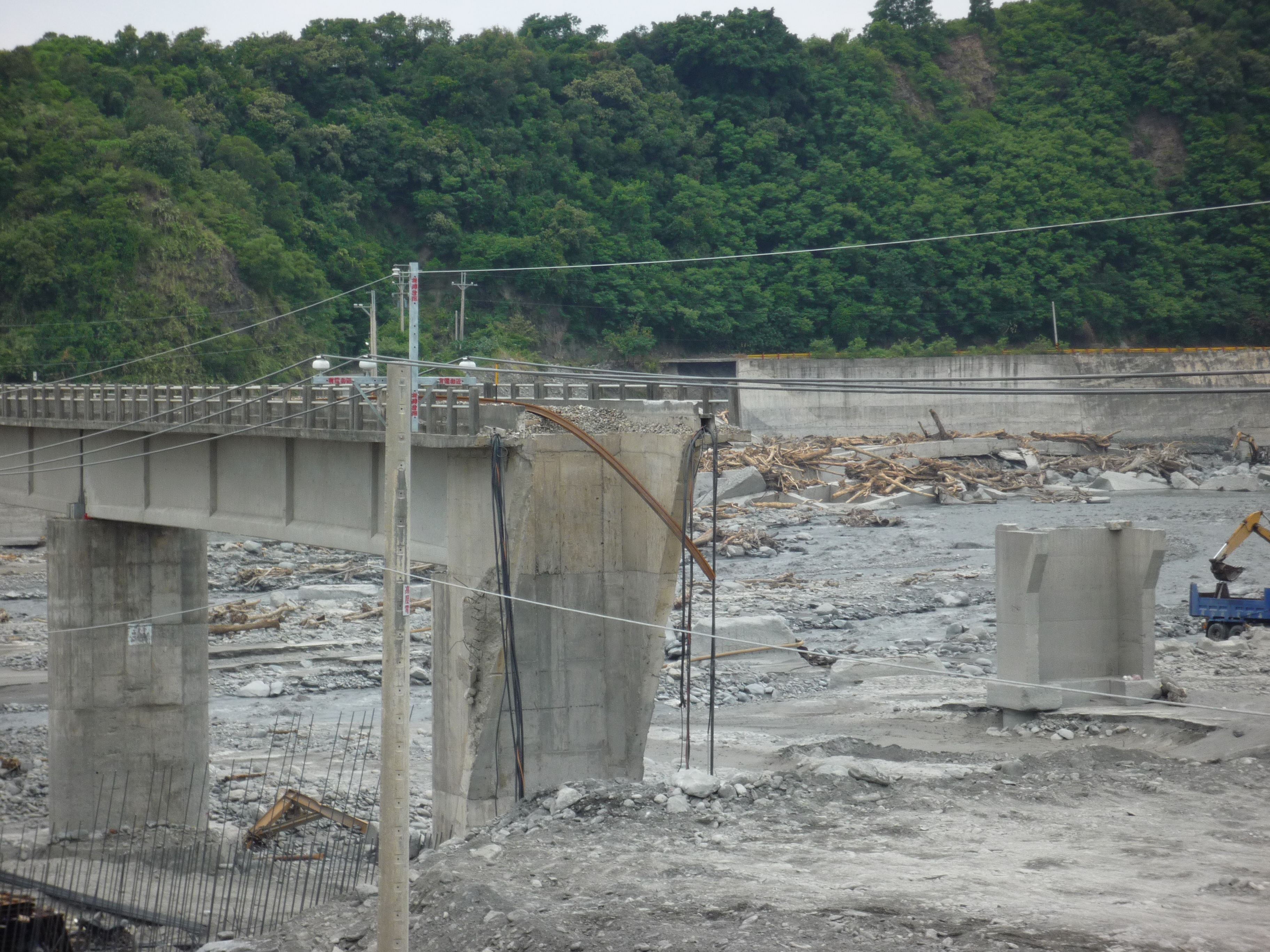
流失した台鉄南廻線の太麻里渓橋

台東県では、卑南郷の知本温泉地区、太麻里郷、金峰郷、達仁郷、大武郷など、県の南部に被害が集中した。一部の地域では多数の民家が損傷し、道路網や通信網が浸水によって寸断された。
知本温泉地区では、外部へと通じる道路が200mにわたって流失したほか、9日には、金帥温泉大飯店が知本渓の氾濫によって基礎がえぐられ、10秒もたたずに倒壊し、8階建てのうち3階分が流された。また周辺の10以上の商店が洪水に飲み込まれている。このほか、県中西部の延平郷にある紅葉温泉も、鹿野渓の増水によって埋没してしまった。
温泉地以外では、台湾南東部の交通の要衝である太麻里郷が台東県で最も深刻な被害を受けた。台鉄南廻線は南太麻里橋など2橋が流され、路盤の流出範囲は約750mに及んだ。当初、最低3ヶ月とみられた復旧期間は、最終的には半年を要した。太麻里郷中部の泰和村では、太麻里渓の増水によって大半の地域が浸水した。

### その他
上記以外の県市でも様々な被害が発生した。台南県に隣接する台南市では、台南県ほどの深刻な被害が出なかったものの、多くの地域が浸水した。しかし、住民の避難が迅速に行われたほか、ポンプ場や排水施設が効果を発揮したため、台南市では大きな被害が発生しなかった。
台湾南部に位置する嘉義県では、八掌渓および朴子渓で堤防が多数決壊し、県西部の朴子市では各地で浸水の被害が出た。また、東石郷、布袋鎮および義竹郷といった海岸沿いの低地でも浸水した箇所が多数みられ、外部に通じる道路が一時不通となった。このほか、嘉義地区で最も深刻な被害が生じた地域として、県北東部の阿里山郷、梅山郷のうち太和村、瑞峰村および瑞里村ならびに竹崎郷の奮起湖周辺があげられる。これらの地域では、外部に通じる橋や道路が各地で寸断され、住民の家屋も多数損傷した。なかでも阿里山森林鉄路は特に大きな被害を受け、復旧には少なくとも1年以上かかると見込まれた。
台湾中部においては、台中市で浸水が多発したものの大きな被害は出なかった。彰化県では、彰化市や沿岸部の大城郷と二林鎮の一部地域で浸水被害があったが幸いにも大規模な被害には至らなかった。
台湾北部では、干上がりかけていた桃園県の石門ダムが、3日連続の降雨によって245mの満水位に達したため、ダム本体の安全を考慮し、8月8日午前2時から放水が行われた。このほか、台湾北部での被害は伝えられていない。

## 記録

### 降水量
台風の影響を受け、8日から9日にかけて、台湾各地で記録的な降水があった。嘉義県、高雄県および屏東県の各県山間部にある自動雨量計測所（日本のアメダスに相当）では、8日の日降水量が1,000mmを超えた。気象台でも台南の台湾南区気象センターで8日の日降水量が523.5mm、玉山気象台で9日の日降水量が709.2mmを記録し、それぞれ過去最高を記録した。また、阿里山気象台では8日の日降水量が1,161.5mm、9日は1,165.5mmと2日続けて1,000mmを超え、全気象台における日降水量記録を2日続けて更新した。また屏東県三地門郷の尾寮山自動雨量計測所では、8日に1,403.0mmもの雨が降り、自動雨量計測所を含めた台湾での日降水量の過去最高記録を更新した。
以下、台風の影響による降雨が始まった6日から10日までの5日間の累積降水量および各日の日降水量について、上位10地点を記載する。なお、地点名に特段の記載のない箇所は自動雨量計測所。
| 順位 | 雨量      | 観測地点         | 所在地         |
| ---- | --------- | ---------------- | -------------- |
| 1位  | 3,004.5mm | 阿里山（気象台） | 嘉義県阿里山郷 |
| 2位  | 2,908.5mm | 尾寮山           | 屏東県三地門郷 |
| 3位  | 2,844.5mm | 奮起湖           | 嘉義県竹崎郷   |
| 4位  | 2,820.0mm | 御油山           | 高雄県桃源郷   |
| 5位  | 2,734.0mm | 渓南             | 高雄県桃源郷   |
| 6位  | 2,687.0mm | 石磐龍           | 嘉義県竹崎郷   |
| 7位  | 2,683.5mm | 南天池           | 高雄県桃源郷   |
| 8位  | 2,472.5mm | 小関山           | 高雄県桃源郷   |
| 9位  | 2,395.5mm | 瀬頭             | 嘉義県阿里山郷 |
| 10位 | 2,353.0mm | 新発             | 高雄県六亀郷   |

| 順位 | 雨量    | 観測地点 | 所在地       |
| ---- | ------- | -------- | ------------ |
| 1位  | 322.5mm | 鳳美     | 苗栗県南庄郷 |
| 2位  | 287.5mm | 泰安     | 苗栗県泰安郷 |
| 3位  | 260.5mm | 白蘭     | 新竹県五峰郷 |
| 4位  | 259.0mm | 南鉱     | 苗栗県南庄郷 |
| 5位  | 213.0mm | 鳥嘴山   | 新竹県尖石郷 |
| 6位  | 203.0mm | 梅花     | 新竹県尖石郷 |
| 7位  | 195.0mm | 八卦     | 苗栗県泰安郷 |
| 8位  | 181.5mm | 馬都安   | 苗栗県泰安郷 |
| 8位  | 181.5mm | 太閣南   | 新竹県五峰郷 |
| 10位 | 180.5mm | 南勢山   | 苗栗県泰安郷 |

| 順位 | 雨量      | 観測地点       | 所在地         |
| ---- | --------- | -------------- | -------------- |
| 1位  | 1,003.5mm | 上徳文         | 屏東県三地門郷 |
| 2位  | 743.5mm   | 尾寮山         | 屏東県三地門郷 |
| 3位  | 708.0mm   | 大湖           | 嘉義県番路郷   |
| 4位  | 687.5mm   | 牡丹           | 屏東県牡丹郷   |
| 5位  | 629.0mm   | 太平山         | 宜蘭県大同郷   |
| 6位  | 628.0mm   | 排雲           | 高雄県桃源郷   |
| 7位  | 611.5mm   | 樟脳寮         | 嘉義県竹崎郷   |
| 8位  | 558.5mm   | 奮起湖         | 嘉義県竹崎郷   |
| 9位  | 533.0mm   | 草嶺           | 雲林県古坑郷   |
| 10位 | 520.0mm   | 玉山（気象台） | 嘉義県阿里山郷 |

| 順位 | 雨量      | 観測地点 | 所在地         |
| ---- | --------- | -------- | -------------- |
| 1位  | 1403.0mm  | 尾寮山   | 屏東県三地門郷 |
| 2位  | 1301.5mm  | 溪南     | 高雄県桃源郷   |
| 3位  | 1282.5mm  | 御油山   | 高雄県桃源郷   |
| 4位  | 1212.5mm  | 馬頭山   | 嘉義県大埔郷   |
| 5位  | 1190.0mm  | 新発     | 高雄県六亀郷   |
| 6位  | 1184.5mm  | 奮起湖   | 嘉義県竹崎郷   |
| 7位  | 1,180.5mm | 瑪家     | 屏東県瑪家郷   |
| 7位  | 1,180.5mm | 石磐龍   | 嘉義県竹崎郷   |
| 9位  | 1177.0mm  | 小関山   | 高雄県桃源郷   |
| 10位 | 1072.5mm  | 甲仙     | 高雄県甲仙郷   |

※8月8日は、上位14地点までが1,000mmを超えている
| 順位 | 雨量     | 観測地点         | 所在地         |
| ---- | -------- | ---------------- | -------------- |
| 1位  | 1165.5mm | 阿里山（気象台） | 嘉義県阿里山郷 |
| 2位  | 963.0mm  | 南天池           | 高雄県桃源郷   |
| 3位  | 904.5mm  | 神木村           | 南投県信義郷   |
| 4位  | 877.5mm  | 奮起湖           | 嘉義県竹崎郷   |
| 5位  | 809.0mm  | 石磐龍           | 嘉義県竹崎郷   |
| 6位  | 778.5mm  | 新高口           | 嘉義県阿里山郷 |
| 7位  | 765.0mm  | 新興橋           | 南投県信義郷   |
| 8位  | 731.5mm  | 瀬頭             | 嘉義県阿里山郷 |
| 9位  | 721.5mm  | 楠渓             | 高雄県桃源郷   |
| 10位 | 706.5mm  | 豊山             | 嘉義県阿里山郷 |

| 順位 | 雨量    | 観測地点 | 所在地         |
| ---- | ------- | -------- | -------------- |
| 1位  | 423.0mm | 御油山   | 高雄県桃源郷   |
| 2位  | 410.5mm | 新発     | 高雄県六亀郷   |
| 3位  | 408.0mm | 南天池   | 高雄県桃源郷   |
| 4位  | 381.0mm | 高中     | 高雄県桃源郷   |
| 5位  | 352.0mm | 渓南     | 高雄県桃源郷   |
| 6位  | 351.0mm | 小関山   | 高雄県桃源郷   |
| 7位  | 332.0mm | 尾寮山   | 屏東県三地門郷 |
| 8位  | 328.5mm | 復興     | 高雄県桃源郷   |
| 9位  | 260.5mm | 雪嶺     | 台中県和平郷   |
| 10位 | 238.0mm | 梅山     | 高雄県桃源郷   |

### 被害額

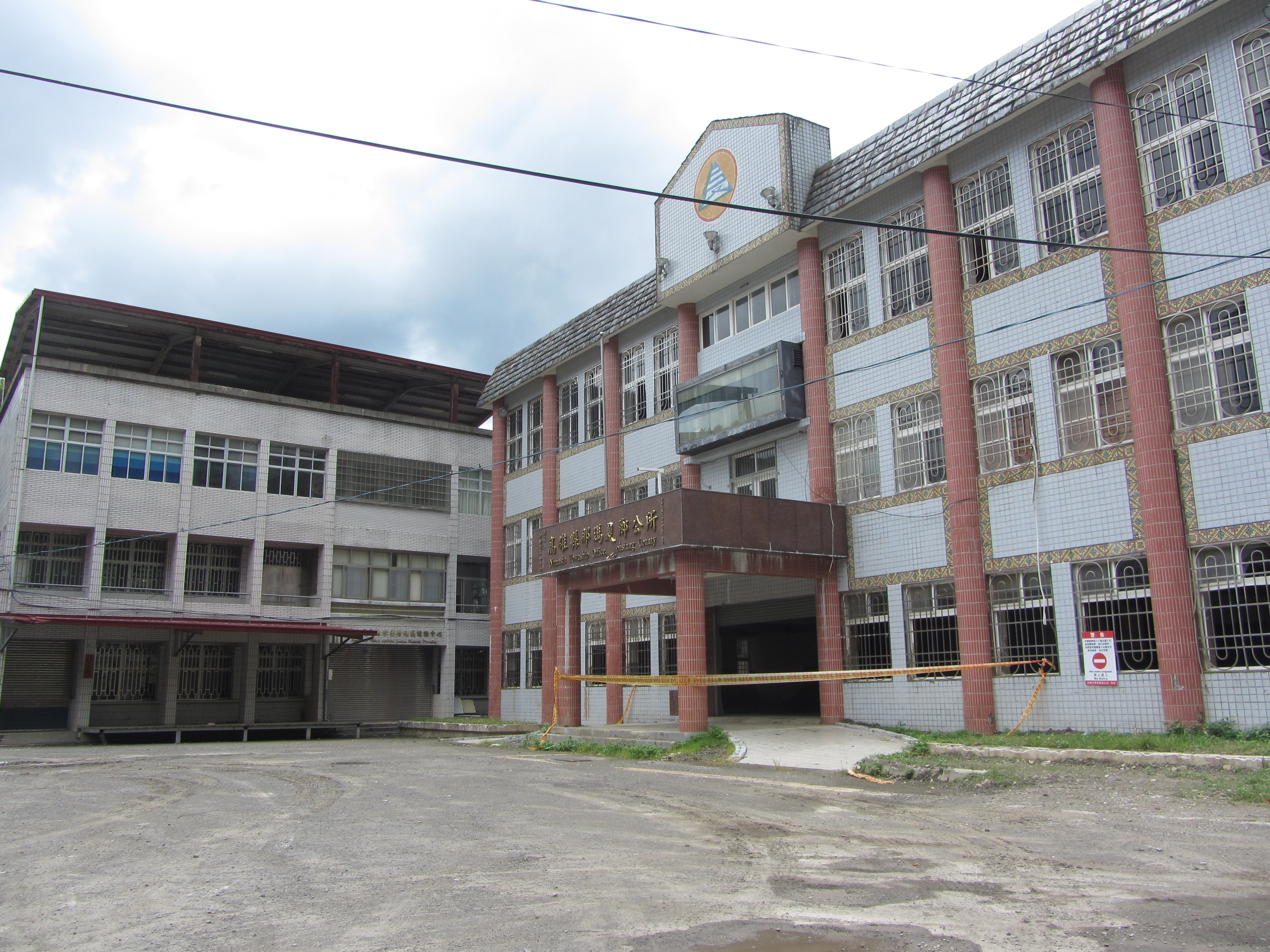
水害後、使用をやめた那瑪夏郷の旧郷公所

行政院モーラコット台風復興推進委員会の執行長を務めた陳振川によれば、被害を受けたのは11の県と市に及び、被害面積は台湾の半分に相当するという。また、被災者は916万人と総人口の40％を占め、公共機関が直接受けた被害額は1,526億元（TWD）、民間の被害額を合わせると2,000億元近くに達し、GDPの1.6％に相当するという。

#### 農業
行政院農業委員会の報告によれば、農産物および農業施設の損害額は合わせて192億1,700万元となった。内訳は、農業分野が129億元、漁業分野が47億元、畜産分野が16億1,700万元。1996年台風9号の被害額（約199億元）に迫る規模であった。

#### 道路
多くの道路橋が河川の増水によって被害を受け、20あまりが落橋した。うち省道級では8橋が落橋し、うち双園大橋（台17線）、六亀大橋（台27甲線）、大津橋（台27線）、新旗尾橋（台3線）、旧旗尾橋（台28線）、民族橋（台21線）および甲仙大橋（台20線）の7橋が、被害の深刻だった高雄・屏東地域だった。このほか、通行できない箇所が多数発生した。

#### 鉄道
台湾鉄路管理局の管理する路線では、屏東線、台東線および南廻線が最も大きな被害を受けた。屏東線の林辺駅から佳冬駅の間、台東線の鹿野駅から山里駅の間、南廻線の枋山駅から古荘駅の間および大武駅から瀧渓駅の間は復旧に3ヶ月から6ヶ月以上を要した。また、阿里山森林鉄路では崩落個所が290ヶ所あまりと見込まれ、全線復旧には2年半がかかった。

#### 電力・水道
8日午前9時30分までに台湾全土の停電家屋数はのべ89万6,833戸を数えた。また85万戸以上で水道が使えなくなった。

#### 教育関係
教育部の統計によれば、被害が発生した学校は台湾全土で1,273ヶ所、被害総額は18億7,000万元を超えると見積もられた。このうち教育関係の被害が深刻だったのは高雄県で、以下、台南県、屏東県と続く。国立台湾史前文化博物館、国立科学工芸博物館および国立鳳凰谷鳥園（現在の国立自然科学博物館鳳凰谷鳥園生態園区）も被害を受けた。

## 行政の対応
中央政府および各県市政府は、被害が発生した後、救援に入った。中華民国国軍は被害が発生し続けている間、各作戦区からのべ521人を動員した。また、各種のトラック、ハンヴィー、装甲車（V-150）およびゴムボートなどのべ105両を派遣し、食料4,000セットあまりを運び、その活動地域は花蓮県吉安郷および新城郷、台東県金峰郷ならびに屏東県車城郷、佳冬郷および林辺郷などの大きな被害が出た地域にわたった。台風が台湾を去った後も、数日の間、中華民国陸軍の装甲歩兵大隊、機械化歩兵旅団および工兵群や中華民国海軍の陸戦隊および艦隊指揮部といった部署が、のべ322人を投入し、各種のトラック、装甲車、ゴムボート、装甲兵員輸送車（AAV7A1）などのべ86両を送り込んだ。屏東県佳冬郷では陸軍の第586装甲旅団および海軍陸戦隊の第99陸戦旅団が被災地の復旧活動に協力した。
国軍のほか、内政部も警察および消防を被災地に投入した。被災地で活動した警察および消防によって応急措置が行われた市民は4万1,752人にのぼった。一方、救援活動にあたった警察官および消防職員の中で、数名の殉職者があった。また、11日には内政部空中勤務総隊のヘリコプターが屏東県の山間部に墜落するという事故が発生し3人が死亡した。

## 支援活動

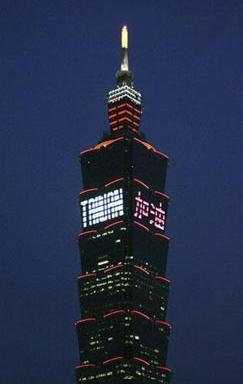
台北101で灯された「TAIWAN　加油」の文字のライトアップ

水害の発生後、台湾社会および世界各国から支援の表明と募金の動きが相次いだ。

### 台湾
TVBS、台視およびzh:非凡電視台、中視および中天、民視、華視および公視ならびに大愛電視といったテレビ局がそれぞれ募金を募るチャリティー番組や特別番組を放送した。中でも、8月14日18時から25時まで中視と中天で生放送された『把愛傳出去』では、芸能界から「小燕姐」ことzh:張小燕 (臺灣)、中視のベテランニュースキャスターzh:沈春華、司会者の陶晶瑩を中心に、台湾・香港・中国から集まった出演者とともに7時間にわたってチャリティー番組を行った。番組中、集まった義援金は約5億元にのぼった。
奇美集団、長栄集団、台達電子、鴻海科技集団、台塑集団、台積電集団、zh:国泰金融控股および華碩電脳といった台湾の企業グループも義援金や各種の協力を行うことを表明した。中華郵政は10月9日に寄附金付切手を発行し、寄附額はすべて内政部の事業にあてられることとなった。

### 中国
中国政府は、海峡両岸関係協会を通じて被災地復興の支援を行った。2009年9月25日に1.5億元（人民元）、同年12月17日に3億元（同）と、2度に分けて4.5億元を寄付した。海峡交流基金会は2011年1月21日、送金時のレートで台湾元に替えたうえで、内政部の災害救援専用口座、中華民国紅十字会に送られた。これとは別に、一部は台東県紅十字会に送金された。内政部に送られた寄附金の使途は、プレハブ住宅の内装として1.5億元（台湾元。以下同じ）、被災地の橋梁、学校および公共施設向けに約17.5億元、56の団体にあてた寄附として約1.9億元の計約21億元であった。中華民国紅十字会総会には約1,400万元が送られ、台東県紅十字会あてに約450万元が送金されることとなった。

### 日本
日本国政府は以下の支援を行った。
- 日本台湾交流協会を通じた1,000万円の緊急無償資金協力
- JICA事前調査チーム派遣（8月18日から21日）
- 保健衛生の専門家チーム派遣（8月21日から28日）
- 緊急援助物資供与（8月20日・21日）

### 国際援助への対応

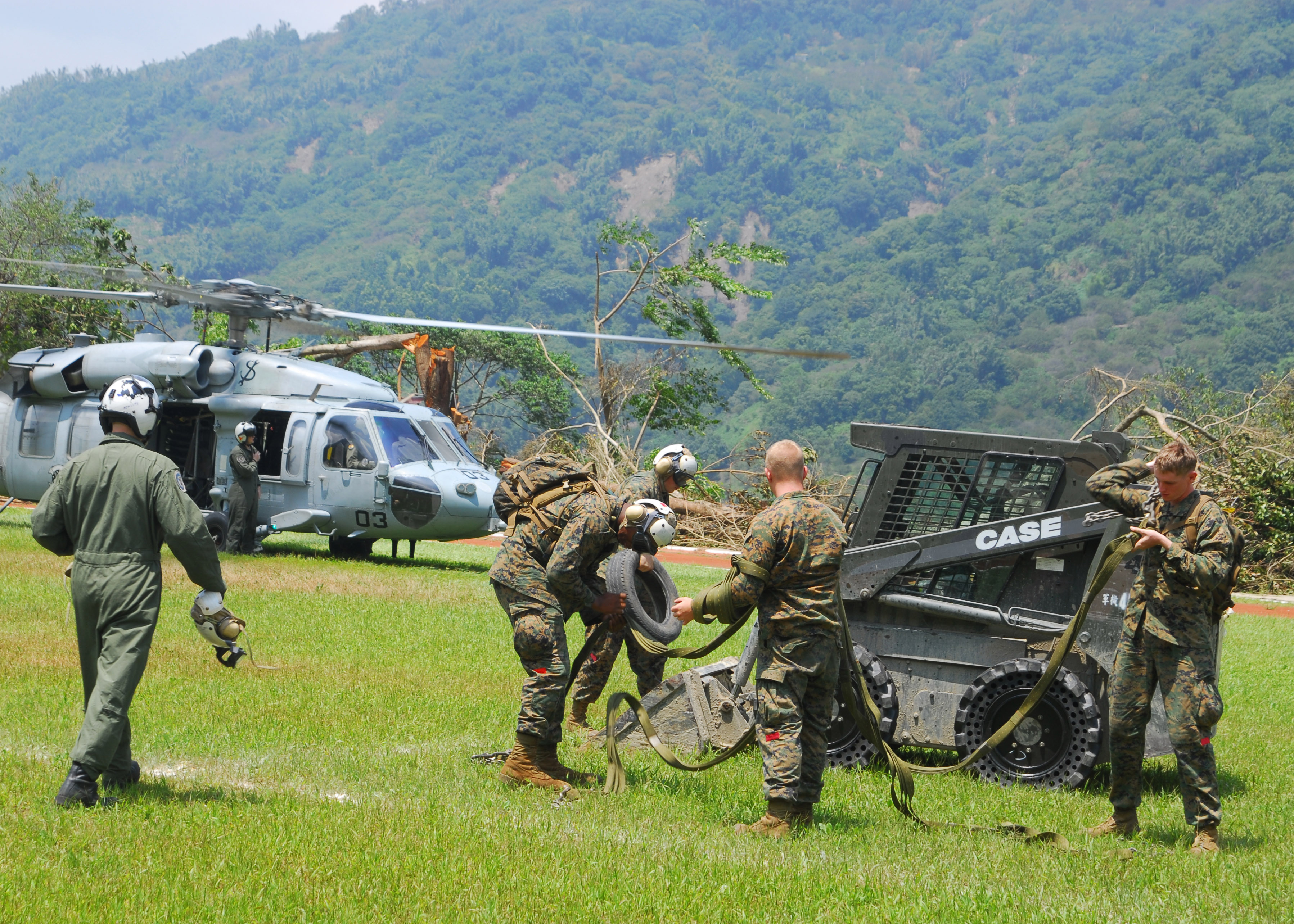
高雄県民権村に到着したアメリカ海兵隊と物資。奥はMH-53E

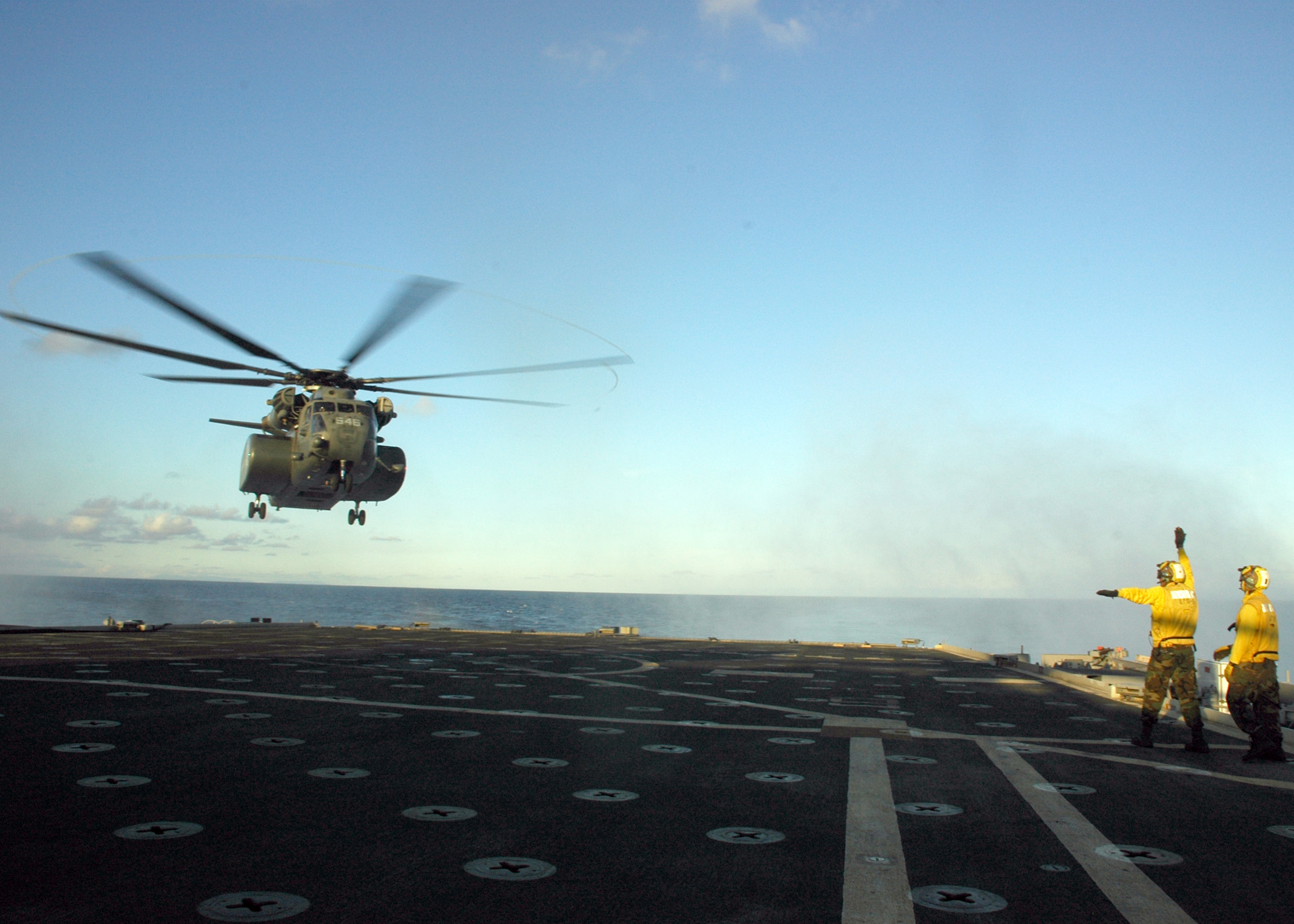
フィリピン海上で救援活動を行うアメリカ海軍のドック型揚陸艦デンバー

馬英九政権の災害対応は、各界から「遅すぎる」と指摘され、国民の支持を急速に失った。中でも、善意かつ能力のあった外国からの援助を断ったり、緊急事態を宣言しなかったり、国家安全会議の開催が遅かったりしたことが注目を集めた。ただし、台風による風がまだ強かった8月9日午後に、軍のヘリコプターが飛行しようとして取りやめているが、これは強風によるものであった。また緊急事態宣言のうち災害救助に関する点については災害防救法でも対応が可能であり、対応のために緊急事態宣言が必要であったとは言えない。
各地の被害状況が海外メディアで報道されると、多くの国から電報が届いたり救援の申出が相次いだ。日米両国は、被災地の情報が明らかになった8月11日、救援のための人員派遣の意思を表明した。特にアメリカ国務省は8月11日、米軍が台湾援助の準備のため待機していると公表した。しかし外交部は海外からの援助物資を遠回しに断った。
8月12日、外交部の章計平代理発言人は、援助を拒否したという事実は無いと否定し、海外からの援助を拒否するよう在外公館に求める指示を政府が行うことはできないと強調した。また同日、劉兆玄行政院長と馬英九総統は、外国からの支援を拒否していないと重ねて述べた。しかし、8月14日の蘋果日報が、国外からの援助を拒否するという外交部の緊急公文の内容を報じると、外交部も救援物資と救助隊を婉曲的に断る命令を出したことを認めた。しかし外交部の夏立言政務次長は、当該文書に「当面の間、現段階ではそうした需要がないので」という一文が漏れていたことが誤りだったという釈明をし、その点についてのみ謝罪したものの、後に辞表を提出している。一般的には、このような重大な災害対応や対米対日関係は、外交権と国内政治の責任に密接に関わっていると考えられており、事態の緊急性や世論の関心、外交部内の階級と権限を踏まえれば、省庁間の上層部を跨ぐような政策決定の公文書を外交部単独で、ましてや次長が出すことは不可能と言える。総統府と国家安全会議も職責を果たしていない疑いがあると示した。
議論を招いた各在外公館あての外交部の電文は外交部の内部通知であり、副本が内政部に残されるものの、諸外国政府に宛てた外交文書の位置付けではなかった。監察院は、規定に照らして中央災害対応センターの指揮官に送るべきであったとして外交部に是正を求めた。この中で、外交部が「外国からの救援を遠回しに断る」という電文の内容が共有されていなかったことにも触れている。結局、8月13日に至って諸外国からの支援を歓迎することを表明するに至り、政府の威信に大きな打撃を与えた。
8月11日以降、外交部にはアメリカからの見舞いや寄附、協力の申出が続いていた。米国在台湾協会の台北事務所長代理は11日午前8時に外交部の夏立言次長に対し協力を申し出ている。夏立言は執務室の専門委員である陳冠中に対し、国家安全会議へ報告するよう指示した。陳冠中は、国家安全会議秘書長であった蘇起の執務室主任の黄健良に連絡し、黄健良は行政院国土安全弁公室主任の張志宇に対し外交部に協力するよう要請し、さらに蘇起にそれらの状況を報告している。その後、張志宇は内政部消防署の署長であった黄季敏と電話で話した。黄季敏は、天候を理由に挙げ、諸外国の人員や物資を被災地域に運ぶことは難しいのではないかと述べた。張志宇は、黄季敏の考えを夏立言に伝え、その晩に外交部は問題となった電文を各在外公館に送っている。
前年の2008年、台湾では政府が「国際的な災害救援の協力に対する注意事項」を制定しており、その中で対応についても規定している。すなわち、外交部に対しアメリカ政府から問い合わせがあった際には、中央災害対応センターの指揮官である范良銹に知らせねばならず、范良銹はさらに行政院災害防救委員会の主任委員である邱正雄に伝達し、国際的な支援を受けるか否かを決定しなければならなかった。しかし外交部は国安会に報告するのみで、こうした手続きを踏んでいなかったというミスがあった。
後に判明したことであるが、台湾において生活物資は全く不足していなかった。大きな被害が台湾南部に集中した一方、北部では深刻な状況は見られなかった。台湾はもともと困窮した後進国ではなく、1999年の921大地震の後、災害救援体制を整えていた。被災地でただちに求められたのは大型のヘリコプターであった。国軍は、陳水扁政権時代に何度も新型の大型ヘリコプター購入計画を提出していたが、何度も入札不調に陥り購入配備に至っていなかった。政府が世界各国へ求めた援助のリストの中に「32トンのショベルカーなどの重機を吊り上げられる」ヘリコプターと書いていたのは、そのためであった。しかし、世界中のどこを見ても32トンもの重さを持ち上げられるヘリコプターは存在せず、当時世界最大だったロシア製のMi-26でも20トンがせいぜいであった。これは、重機の重さを説明する際に、正味重量ではなく総重量を書いたためであった。中国からMi-26の提供の意思が示されたが、国防の観点から、また統一戦争の議論を避ける点からも、拒否されている。

## 社会への影響

### 気象予測と報道
この水害と前後し、各種メディアが台風の動きや影響に注目し、また物議をかもした。一例として、CNNによる台風の被害予測は、1時間ごとに洪水等の可能性をヘッドライン形式で警告する方法を取っていたが、これは大いに参考にすべきだと論じられた。また、台湾南部への影響を中央気象局が過小評価したため、警戒が疎かになり、死傷者が発生した一因になったのではないかという声もあった。中でもいわゆる追風計画が、「水太り」と形容したと報じられたことから疑問を呈され、中央気象局や発言したとされる当事者が釈明することとなった。一方で、中央気象局は気象観測と予報を行う組織であって、CNNのような伝達能力は持ち合わせていないものの、台風のコースや雨量に関する精度はかなり高いという指摘もあった。

### 法的な権限に関する検討
1999年の921大地震後に制定され、当時有効であった法律に、災害防救法がある。この法律では、各地方政府に対し、管轄区域内で発生した災害には第一線で対処する責任があるとしつつ、「直轄市または各県市の政府が災害に対応できない場合には、当該災害に対処する主務官庁が積極的に人員を派遣し、直轄市または各県市の政府からの要求があった場合には、人員を調整し支援要員を派遣する（災害防救法第34条）」「当該災害に対処する主務官庁が行う防災救助の権限および責任は、防災救助活動の支援および対応を含み、災害の範囲が海域に及ぶ場合、二つ以上の直轄市および県市の行政区域に跨がる場合ならびに災害が重大で、かつ直轄市または各県市の政府が直ちに調整および対処できない場合である（災害防救法第3条）」「当該災害に対処する主務官庁の長は、重大な災害が発生しまたは発生するおそれがある時、その災害の規模、性質、被害状況、各方面への影響および緊急対応措置などの状況をみて、中央災害対応センターの設置時期および等級を決定しなければならない。設置した後は、中央災害防救会報の召集人に速やかに報告し、召集人は指揮官を指定する（災害防救法第13条）」と、政府の役割を定めている。しかし、増水により深刻な被害が発生した濁水渓、北港渓、朴子渓、八掌渓、曽文渓または高屏渓といった河川は政府直轄の河川であったにもかかわらず、浸水被害が生じるまでの時間が短く、政府は災害発生後の支援の協力や救援の人員派遣にとどまった。
また、憲法増修条文の規定では、「総統は、国家あるいは国民が緊急事態や危険な状況に遭遇するのを防ぎ、財産・経済上の重大事に対応するため、行政院院会（閣議）の決議を経たうえで緊急命令を発令することができ、必要な措置を採る（憲法増修条文第2条）」とされており、王金平立法院長や中国国民党の立法委員グループ、一部の県市の首長および野党民主進歩党からも、より柔軟な行政権の行使を可能とする緊急命令の発令が公に提起されたが、必ずしも各界からの意見は一つとならなかった。
国軍の指揮の観点から見ると、総統は中華民国の陸海空軍を統率すると中華民国憲法に規定されており、国内の災害に対し軍を動員できる唯一の者と言える。行政府の長である行政院長や風害を所管する内政部、水害を所管する経済部、土石流災害を所管する農業委員会、陸上交通を所管する交通部などの省庁の長などは、三軍を指揮する権能を持ち合わせていない。ここで、災害救援が国軍の主要な責務となるのかどうか、または軍隊の災害救援の設備が専門機関よりも優れているべきか否かといった点が議論となった。しかし、国軍は政府で唯一の短時間で大量の人員および器具を動員できる組織であることなどから、翌2010年に国防部と内政部が共同して「国軍による防災救助への協力に関する法律」が制定され、国軍の部隊が地方政府の首長の指揮を受け、災害救助に協力することとされた。

### 政治的な影響
9月7日午後、発生から1ヶ月を迎えて行われた記者会見の中で、劉兆玄行政院長が9月10日をもって辞職することを明らかにし、内閣総辞職となった。30分後に総統府で行われた記者会見の席上、後任の行政院長に呉敦義が、副院長に朱立倫が就任することが発表された。
また、ノーベル平和賞受賞者であるダライ・ラマ14世が8月30日から9月4日にかけて、民主進歩党籍の首長がいる南部の7つの県市を訪問し、被災者を慰問した。

## 復興
水害発生後、災害救援が進められると同時に、政府と民間団体とが協力し、復興の取り組みについても動き始めた。8月15日には行政院にモーラコット台風復興推進委員会が設置され、8月27日には立法院でモーラコット台風復興特別条例が成立し、1,165億元の特別予算が付き、8月28日に公布された。この条例では、住居、施設、産業、生活および文化の再建などを含んだ復興計画が示されている。行政院モーラコット台風復興推進委員会は、行政機関、専門家や学者、民間団体、被災地の県市の首長、被災者代表、原住民代表など計37人の委員が任命された。2013年2月までに40ヶ所3,481戸の住宅が建てられた。インフラの再建では、台20線、台21線および台24線などの一部の区間では周囲の環境が安定していないため修復が完了していないものの、それ以外の箇所では本格復旧がなされており、阿里山公路、新中横公路、新発大橋（台27線）、双園大橋（台17線）などが復旧している。しかし、復興の過程においては、自らの郷里を離れ、政府が定めた特定区域に建てられた住宅への移転を迫られるなど、問題も多く生まれている。

### 復興特別条例
台風の被害からの復興に向けて、行政院会議は8月20日、モーラコット台風復興特別条例の草案を採択した。草案は立法院で8月27日に成立し、馬英九総統が8月28日に公布した。この特別条例は、公布から3年間の時限法とされたが（第30条）、2012年8月29日までに事業がすべて執行しきれなかったことから、立法院は2011年5月24日に特別条例を改正し、「本条例の施行期限内に執行できなかった部分は、必要な際に、行政院の裁定を経て期限を延長する。ただし、延長期間は最大2年とする」という条項を追加し（第30条第2項）、同年6月8日に公布施行された。行政院はこの規定に従い、2012年8月14日に、執行できていない計画について2年間の延長手続きを行った。

### 復興推進委員会
被災地の復興事業を推進するため、行政院は特別条例第4条の規定に基づき、行政院モーラコット台風復興推進委員会を設置した。この委員会では復興事業の調整、審査、政策決定、推進および監督を行うこととされた。行政院は、被害を受けた地域の大半が中南部に集中していたことから、委員会の事務局を高雄市の行政院南部連合服務中心に置いた。委員会の正副召集人は行政院長および副院長が兼任し、併せて設けられた執行長および副執行長が、復興に係る各業務を行った。
委員会の委員は、行政院政務委員、関係機関および被災地の県市の首長ならびに専門家および民間団体の代表から選ばれ、人数は33人から37人と定められた。また、このうち被災者および原住民の代表は、委員の5分の1を下回らないこととされた。委員会は、2009年8月16日から2014年7月25日まで、33回にわたって開かれた。委員会とは別に、委員会での議論の前段階としてワーキンググループの会議が設けられ、2009年8月19日から2014年3月28日まで、計48回が開催された。会議の構成員は、行政院の各部および委員会の長であった。委員会は約55人の職員で構成され、行政院の各部および委員会から派遣された者たちだった。

### 復興予算
復興に要する費用として、行政院は年度予算から緊急的に220億元を移し、さらに1999年度から2012年度までの間の特別予算として1,165億800万元を編成した。これに民間からの義捐金254億元を合わせ、災害復旧及び復興の事業にあてた。

## インフラの復興
台湾の中南部に過去例のない大きな爪痕を残すとともに、地球の気候の変化によって極端なものになる中、誰も自然災害の脅威から逃れることはできないことを、国民全体が深く理解することとなった。さらに、「環境の持続可能性」という新たな発想によって、国土にかかる負担を軽減させて力をつけさせ、かつ自然に順応した方法による復興、防災および減災を行って、自然と人間とが共存調和する必要があることを体得した。モーラコット台風は、4億立方メートル近い土砂と15万トンにおよぶ漂流木を川に流し込んだ。これによって、堤防や護岸は243kmにわたって毀損し、台9線、台17線、台18線、台20線、台21線、台24線の6つの公路、橋梁、一周鉄道のうち8ヶ所で大きな損傷を被り、台湾では過去50年で最も深刻な洪水被害となった。行政院の復興委員会、交通部、経済部、内政部、農業委員会および原住民族委員会、各被災地の地方政府ならびに所属団体が一致協力し、インフラの復旧復興にあたった。橋梁122橋および堤防243kmを再建し、土石流による土砂3.4億立方メートルを除去し、埋め戻した農地は492haだった。各種のインフラは、より災害に強いレベルで再建されたほか、その土地の原住民たちの特色あるシンボルを取り込むことにより、施設の美しさを大きく高めるとともに、施設とその土地を結び付けて「家」の一部分のように変えた。

### 道路
モーラコット台風によって被害を受けた幹線道路の延長は653kmにおよび、寸断された箇所は、省道69ヶ所、県道49ヶ所、郷道10ヶ所の計128ヶ所にのぼった。山間部の省道では、崩落、落石、道路の崩壊等が発生し、主に台3線、台16線、台18線、台20線、台21線、台27線、台24線、台8線および台9線が被害を受けた。
中でも高雄県内の台20線および台21線の受けた被害は深刻で、よりよい復興方法を探るため、復興推進委員会は、専門家や学者のほか、道路、治水、林業、水土保全など複数の関係機関を巻き込んで復旧復興の方法を検討した。当該地域の環境は依然として安定しておらず、大規模な開発は避ける必要があり、被災地の自然を復活させるため、まずは簡易的な応急復旧を行うことを原則とし、代替の道路の維持を強化することで、恒久的な道路の復旧計画が交通部公路総局から別途評価を受けた。甲仙郷五里埔から那瑪夏郷までの間での台21線の復旧にあたっては、河川内を通る簡易な道路が増水期にたびたび不通となっていたことから、恒久的な道路による復旧の前に、段階的な復旧が行われた。那瑪夏郷の孤立を解消するため、先行して応急復旧が行われ、これは2009年12月8日に完成した。さらに、河川内の道路の嵩上げおよび補強ならびに渡河箇所への簡易橋12橋の設置といった機能向上が図られ、これらは2011年1月31日に完成した。これにより、2010年には年間110日あった通行不能期間が、30日に減ることとなった。併せて、那瑪夏郷内で5橋が新設され、孤立する可能性のあった3つの集落で、危機が回避されるようになった。

### 橋梁

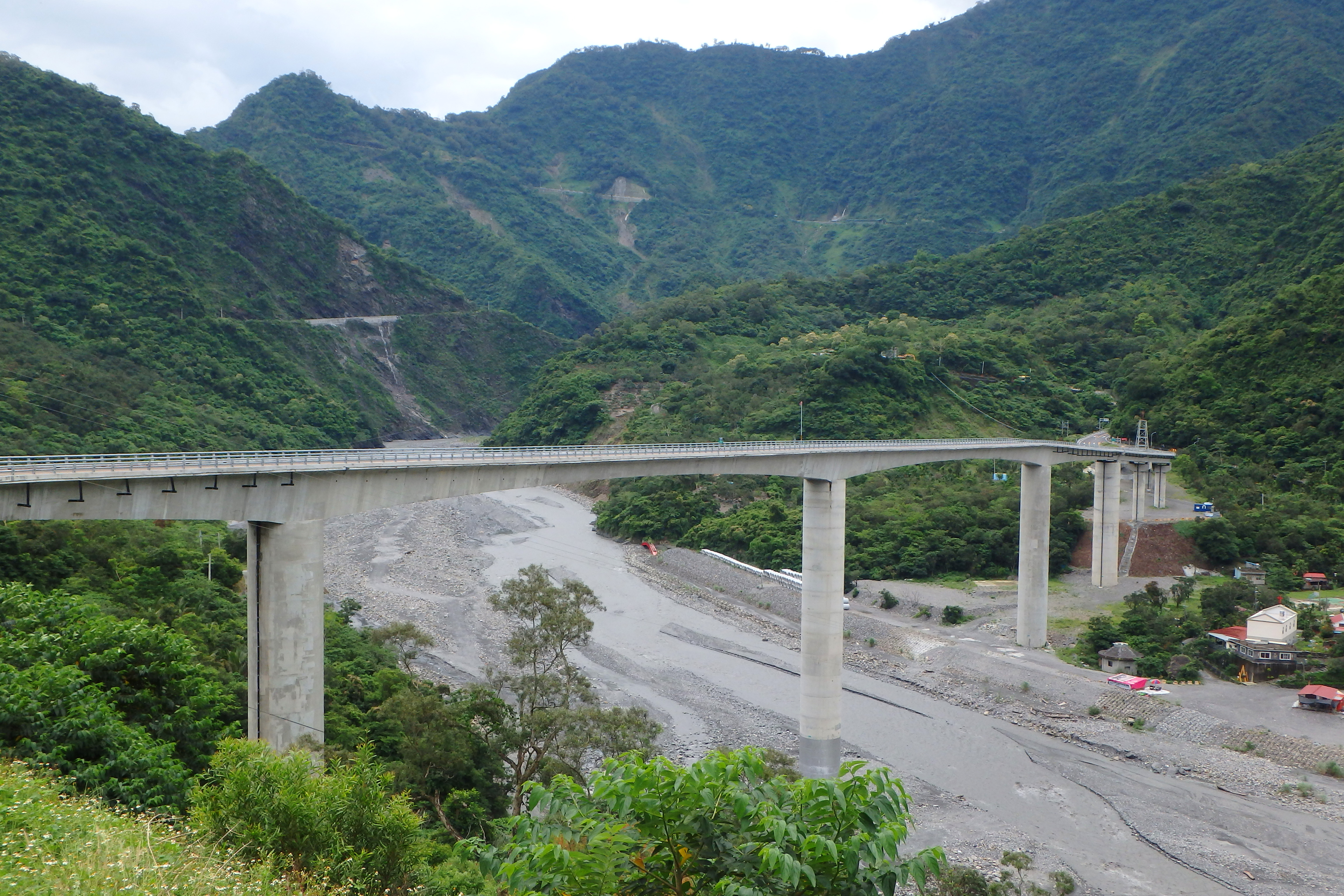
再建された霧台谷川大橋

中央災害対応センターの対応報告、行政農業委員会林務局、交通部公路総局、建設コンサルタント企業の世曦工程顧問および災害調査組織らが、モーラコット台風によって損傷した橋梁を調査した統計資料を見ると、損傷した橋梁は、高雄県、屏東県、嘉義県、台東県、南投県および台南県などの計196橋、うち97橋は高雄県だった。主な損傷内容は、床版の流失、ずれ、変形および傾斜ならびに橋脚の損傷や土石流による埋没などだった。損傷の調査後、簡易な修復が可能なものや修復が不要なものを除き、126橋が再建された。
再建にあたっては、「架橋する位置は、できるだけ土石流の危険性がある地域を外すこと」「径間を長くする形式を採用し、橋脚の数を減らすこと」「水深の深い箇所に橋脚を設置することは避けること」「橋脚は、流水の流下を助けるような形状とすること」「構造物は、衝撃に対抗する力を高めること」「基礎を深くし、また杭基礎の長さを長くすること」といった点を基本原則とした。また、不安定な地質の場所を避け、土砂や石の流れを阻害せず、河川の脅威性を回避するなど、自然の地形に順応するように考えられ、最新の科学技術、新素材、新たな発想を用いて、高い橋脚、長い径間、深い基礎の設計を行った。再建後の橋梁は、完成後に数度の増水期や台風による豪雨の襲来を経験しているが、被害は発生しておらず、かつてよりも安全かつ速やかな移動が可能となり、被災地域が陸の孤島となる危険も回避できるようになった。
屏東県の三地門郷と霧台郷を結ぶ台24線の霧台谷川大橋は、霧台郷のルカイ族にとって故郷とも言うべき場所にあり、かつ霧台郷と郷外とを結ぶ重要な橋であるため「命の橋」と称えられている。再建後の霧台谷川大橋は、全長654m、河川内に設ける橋脚は1か所のみとし、最も高い橋脚は99mと、台湾で最も高い橋脚を有する橋となった。再建にあたっては、「現地の文化を尊重する」という精神を形にするため、橋の周囲の景観のイメージを地元の技術者に提供してもらうよう依頼した。橋の西側には橋梁全体が見えるよう展望台が設けられ、橋の再建工程の解説を書いた碑や、水害の救援で活躍した者の記念碑が設置されており、周囲の柵には原住民族の文化をイメージした木彫りの彫刻が埋め込まれている。

### 河川
経済部水利署と災害調査組織の調査によれば、この水害における破堤箇所は46ヶ所、損傷個所は40ヶ所であった。また、台風による大雨によって、台湾中部および南部の中央政府管理河川では、上流部の集水域にある森林や山腹で多数の崩落が発生し、崩れた土砂が中流域や下流域に大量に堆積することとなった。水利署の初期調査によれば、八掌渓、北港渓、朴子渓、急水渓、曽文渓、塩水渓、二仁渓、高屏渓、東港渓および卑南渓など11水系のべ約110kmにわたって土砂が堆積し、その体積は6,000万立方メートル以上と見込まれた。経済部が起草した「河川、渓流およびダムの浚渫を強化する計画」では、浚渫の全体計画の主要ポイントとして二点挙げている。一点目は、居住や交通安全、または増水時に影響する場所の堆積土砂は速やかかつ大量に除去して国民の生命と財産を守るため、堆積した土砂は近隣で利活用すること、価値のある土砂は搬出して使用すること、価値の低いまたは価値のない土砂は適切に処理することを対応の原則としたことである。二点目は、ただちに安全に影響しない場所や保全する対象のない場所については、自然の生態に配慮し、河川の浸食と堆積のバランスや海岸の砂浜の源となることなど優先的に考えることとしたことである。
被災した河川の復旧にあたっては、中央政府内の各部署の協力によって進められた。農業委員会林務局は、国有林の治山防災事業、林道の復旧、堰止湖の警戒および対処を行い、農業委員会水土保持局は防災重点集落における水害防止対応、水土保持、農道の復旧、渓流の通水などを実施し、経済部水利署は、水道の復旧、中央政府管理河川の復旧、県市管理河川および排水機能の復旧工事などを受け持った。行政院の復興推進委員会は各復旧工事の調整、審査、政策決定、推進および監督の役割を担った。水利署の統計によれば2014年5月11日までに河川、渓流およびダムから浚渫された土砂は3億4,167万立方メートルに達し、その後も事業は継続されている。

## 題材とした作品
- 『あの日を乗り越えて』：2010年の台湾のテレビドラマ。
- 『抜一条河（中国語版）』：2013年の台湾映画。楊力州監督によるドキュメンタリー映画。第50回金馬奨で最優秀ドキュメンタリー賞。
- 『報告班長7（中国語版）』：2016年の台湾映画。軍事教育映画『報告班長シリーズ』の第7作